# 7032 Hitchcock
7032 Hitchcock este o planetă minoră (asteroid), cu un diametru de 4,81 km, din centura de asteroizi. A fost descoperită pe 3 noiembrie 1994 la Nachi-Katsuura Observatory⁠(d) de Yoshisada Shimizu⁠(d) și a fost numită după Alfred Hitchcock. 
Obiectul prezintă o orbită caracterizată de o semiaxă mare de 2,2886448 UAi, o excentricitate de 0,09, o înclinație de 3,2991 ° în raport cu ecliptica.